# Gao Yulan
Gao Yulan (en chino: 高玉兰; Ruichang, 27 de marzo de 1984) es una deportista china que compitió en remo.
Participó en dos Juegos Olímpicos de Verano, obteniendo una medalla de plata en Pekín 2008, en la prueba de dos sin timonel, y el séptimo lugar en Londres 2012, en la misma prueba.

## Palmarés internacional
| Juegos Olímpicos | Juegos Olímpicos | Juegos Olímpicos | Juegos Olímpicos |
| Año              | Lugar            | Medalla          | Prueba           |
| ---------------- | ---------------- | ---------------- | ---------------- |
| 2008             | Pekín (China)    | Medalla de plata | Dos sin timonel  |